# 锡古莱斯和弗洛雅克
锡古莱斯和弗洛雅克（法語：Sigoulès-et-Flaugeac，法語發音：[siɡulɛs e floʒak]）是法国多尔多涅省的一个市镇，属于贝尔热拉克区。该市镇于2019年由原市镇锡古莱斯和弗洛雅克合并而成，行政中心位于锡古莱斯。

## 地理
锡古莱斯和弗洛雅克（44°45'28.82"N, 0°24'31.13"E）面积18.21 平方千米，位于法国新阿基坦大区多爾多涅省，该省份为法国西南部内陆省份，是法國本土面积第三大的省，大致对应佩里戈尔地区，北起顺时针与夏朗德省、上维埃纳省、科雷兹省、洛特省、洛特-加龙省、吉倫特省和滨海夏朗德省接壤。
与锡古莱斯和弗洛雅克接壤的市镇（或旧市镇、城区）包括：圣于连-伊诺桑斯-厄拉利、梅斯库勒、桑格莱拉克、鲁菲尼亚克-德锡古莱斯、蓬波尔、屈内日、泰纳克。
锡古莱斯和弗洛雅克的时区为UTC+01:00、UTC+02:00（夏令时）。

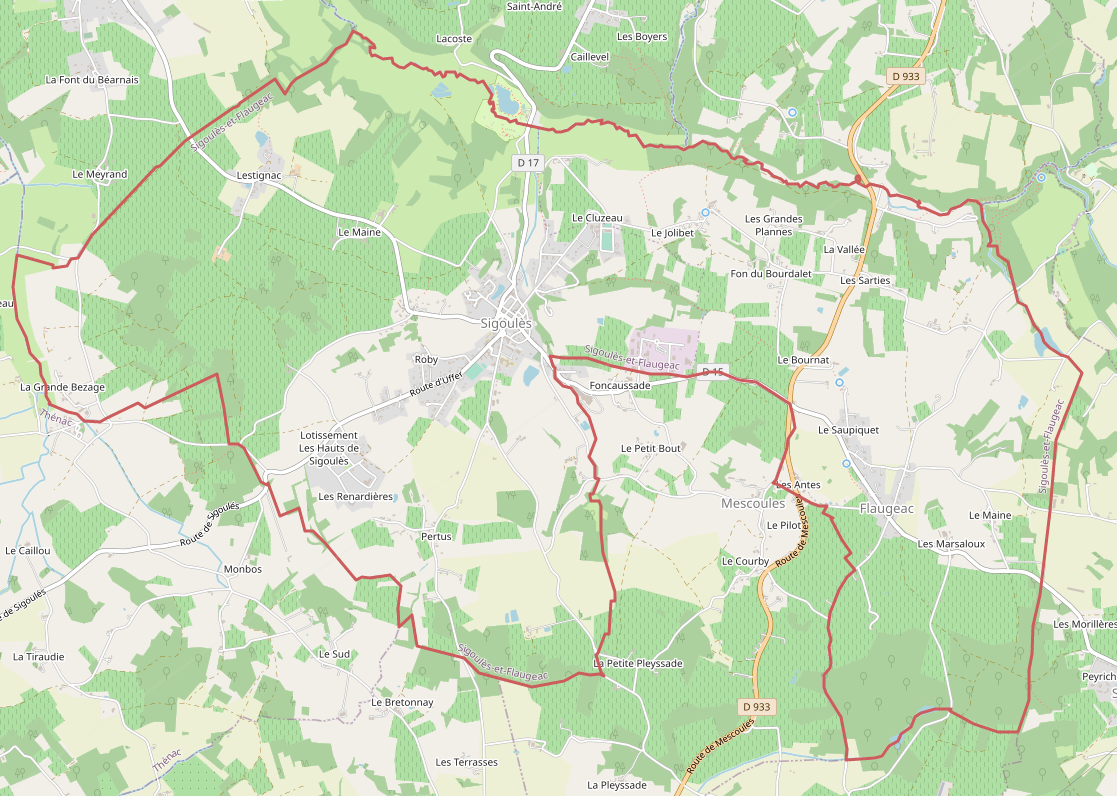
锡古莱斯和弗洛雅克的OSM定位图

## 行政
锡古莱斯和弗洛雅克的邮政编码为24240，INSEE市镇编码为24534。

## 政治
锡古莱斯和弗洛雅克所属的省级选区为南贝尔热拉库瓦县。

## 人口
锡古莱斯和弗洛雅克于2022年1月1日时的人口数量为1251人。